# Mohamed Djeghaba
Mohamed Djeghaba (en arabe : محمد جغابة), né le 5 novembre 1935 à El Kantara, dans l'actuelle wilaya de Biskra, est un homme politique algérien.

## Biographie

### Membre de l'Armée de libération
Il rejoint les rangs de la révolution à ses débuts, en 1955, puis est capturé par l'armée française et libéré au bout de quelques mois, puis il continue à se battre dans les rangs de l'Armée de libération nationale jusqu'à l'indépendance.

### Après l'indépendance
Sa vie politique a commencé après l'indépendance au sein du Front de libération nationale, où il était considéré comme l'une des personnalités les plus éminentes et les plus importantes depuis le troisième congrès du FLN en avril 1964. 
Le 3 septembre 1964 à Oran, Mohamed Chabani Chef nationaliste du FLN ami proche de l'ancien ministre a été accusé injustement de vouloir fomenter une conspiration et faire un coup d'état ce dernier a été exécutée le 3 septembre 1964. Mohamed Djeghaba par la suite a été emprisonné pendant un an en raison des relations qu'il avait avec celui-ci. 
Il a occupé les postes les plus élevés du parti, membre du Comité central en février 1979, puis fonctionnaire du Comité d'organisation en juillet 1980 et fonctionnaire du Conseil suprême de la jeunesse en janvier 1984.
Il a été nommé ministre des Moudjahidine le 12 février 1986 et est reconduit dans le gouvernement de Kasdi Merbah jusqu'à la formation du gouvernement de Mouloud Hamrouche, le 9 septembre 1989, qui ne prévoit pas la création de ce ministère. Il a été élu membre du Comité central du parti FLN le 4 décembre 1989, il a été élu député de la wilaya d'Alger et en 1989 il a été élu membre du bureau provincial de l'Assemblée populaire nationale puis membre du bureau politique du parti. Le 1er janvier 1991, il est nommé ambassadeur d'Algérie en Pologne.

### Œuvres
- Et ce qui est venu à l'esprit des êtres humains en 1997.
- Déclaration du 1er novembre, un appel à l'amour, un message pour la paix en 1995.